# Asociación Mundial de Organizaciones de Kickboxing

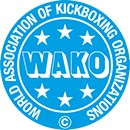
Logo de WAKO

La Asociación Mundial de Organizaciones de Kickboxing, en sus siglas en inglés (W.A.K.O) es un importante organismo rector del kickboxing amateur y es responsable del desarrollo del kickboxing en todo el mundo. Comenzó su actividad en Europa en 1976.
Ese año creó las reglas y regulaciones para el nuevo deporte de lucha actuando como una federación mundial de kickboxing.

## Historia
En 1977, WAKO fue fundada en Europa y formuló las reglas y regulaciones actuando como la Federación Mundial de Kickboxing. Fue fundado por el promotor estadounidense de kickboxing Mike Anderson y su amigo, el promotor alemán de kickboxing Georg Brueckner. WAKO se registró oficialmente en Zúrich, Suiza y se convirtió en la organización unificada de kickboxing más grande del mundo.
WAKO se convirtió en miembro de Sport Accord y fue reconocido oficialmente como el organismo rector oficial de Kickboxing por Sport Accord, el Consejo Olímpico de Asia, la AMA y la Asociación Internacional de Juegos Mundiales. El kickboxing está incluido en los Juegos Mundiales de Combate, los Juegos Asiáticos de Interior y los Juegos de Artes Marciales (promovido por OCA) en los Juegos Mundiales Internacionales de 2017. 
WAKO tiene cinco divisiones continentales que funcionan bajo los auspicios de la Federación Internacional WAKO, que son WAKO Europa, WAKO Pan América, WAKO Asia, WAKO Oceanía y WAKO África. WAKO organiza sus asambleas generales ordinarias en Antalya, Turquía. 
En 1991, WAKO PRO se estableció oficialmente durante una reunión de la Junta de WAKO en España. Después de una carrera como aficionados en la organización, los luchadores ahora podían continuar como luchadores profesionales en WAKO Pro.

## Reconocimiento olímpico
El 20 de julio de 2021, el Comité Olímpico Internacional (COI) reconoció oficialmente el kickboxing como deporte olímpico y reconoció a WAKO como el organismo rector mundial de este deporte.

## Competiciones
WAKO celebra un campeonato mundial cada dos años, con campeonatos para jóvenes (menores de 18 años) y adultos (18–45 años) en años separados; solo se aceptan selecciones nacionales. Cada país miembro puede presentar sólo dos competidores en cada categoría de peso. Los competidores son comúnmente los campeones nacionales de su categoría de peso en ese estilo particular de Kickboxing y muchos también son reconocidos oficialmente por sus Comités Olímpicos Nacionales o el Ministerio de Deportes.
WAKO Kickboxing fue uno de los trece deportes de combate que participaron en los primeros Juegos de Combate que se llevaron a cabo en Beijing, China, bajo el patrocinio del COI y SportAccord. WAKO participó en los Juegos Mundiales de Combate en San Petersburgo, Rusia, en septiembre de 2013, bajo el patrocinio del COI y SportAccord. Había tres estilos en los juegos de combate: Low Kick, Point Fighting (formalmente llamado Semi Contact) y Full Contact.

## Estilos
WAKO ofrece los siguientes estilos de lucha:

### Tatami Sports

#### Musical form
- Una forma musical es una lucha escenificada o imaginaria contra uno o más oponentes en la que el ejecutante utiliza técnicas de artes marciales orientales con música seleccionada personalmente.

#### Point Fighting
- También conocido como semi-contacto. La lucha por puntos es una disciplina en la que dos contendientes luchan con el objetivo principal de anotar puntos definidos y usar técnicas legales controladas sin usar toda la fuerza.

- Los oponentes pueden golpearse entre sí con puñetazos y patadas. golpeando por encima de la cintura.
- Se permiten barridos de pies.
- Los codos y las rodillas están prohibidos.
- Las peleas de clinch y los lanzamientos están prohibidos.

#### Light Contact
Light Contact (o contacto leve) en el pasado fue reconocido como una etapa intermedia entre semi contacto y full contact Kickboxing. Modern Light Contact ha evolucionado hacia su propio estilo único de kickboxing continuo, rápido y dinámico. A diferencia de Point Fighting, los atletas lucharán continuamente acumulando puntajes en rondas de 3x2 minutos.
- Los oponentes pueden golpearse entre sí con puñetazos y patadas. llamativo por encima de la cintura y por debajo del tobillo/media pantorrilla.
- Se permiten barridos de pies.
- Los codos y las rodillas están prohibidos.
- Las peleas de clinch y los lanzamientos están prohibidos.

#### Kick-light
Kick-light es una etapa intermedia entre el kickboxing semi-kick y low-kick.
- Los oponentes pueden golpearse entre sí con puñetazos y patadas, golpeando el muslo (solo de afuera hacia adentro y viceversa), que puede atacarse con la espinilla.
- Se permiten barridos de pies.
- Los codos y las rodillas están prohibidos.
- Prohibido el clinch y los derribos.

### Ring Sports
Full Contact es una disciplina de Kickboxing donde la intención es imitar la presión que se siente durante una pelea real.
- Los oponentes pueden golpearse entre sí con puñetazos y patadas, golpeando por encima de la cintura y por debajo del tobillo/media pantorrilla.
- Se permiten barridos de pies.
- Los codos y las rodillas están prohibidos.
- Las peleas de clinch y los lanzamientos están prohibidos.

#### Low-kick
En el Low-kick o el Kickboxing de patadas bajas, existe la posibilidad de atacar las piernas del oponente con patadas limpias.
- Los oponentes pueden golpearse entre sí con puñetazos y patadas, golpeando el muslo (solo de afuera hacia adentro y viceversa) que puede atacarse con la espinilla.
- Se permiten barridos de pies.
- Los codos y las rodillas están prohibidos.
- Prohibido el clinch y los derribos.

#### Estilo K1
Los oponentes pueden golpearse entre sí con puñetazos, rodillazos y patadas. Las piernas y cualquier otra parte del cuerpo pueden ser atacadas usando la espinilla.
- Los barridos de pies están prohibidos.
- Los codos están prohibidos.
- Los lanzamientos están prohibidos.
- El clinchado debe ser inferior a 5 segundos. Los kickboxers pueden agarrar el cuello del oponente con ambas manos para atacar solo con la rodilla. Solo se le permite un golpe de rodilla por intercambio de clinch.

## Patrocinadores
En el 2024, la Asociación Mundial de Organizaciones de Kickboxing, firmó contratos con dos patrocinadores para los próximos cuatro años en relación con su equipo y ropa de protección. La propuesta ganadora provino de Top Ten y Century , dos marcas de prestigio mundial dentro del mercado deportivo.